# Loïs (prénom)
Pour les articles homonymes, voir Loïs.
Cette page présente le prénom Loïs ainsi que ses variantes.
Loïs (aussi orthographié Loys ou Loÿs) est un prénom mixte.

## Origine
Loïs est dérivé de Louis. Le prénom féminin est lui dérivé du grec ancien Λωΐς (Lōḯs).

## Statistiques
En France, le prénom est plus souvent donné à des garçons qu'à des filles (266 contre 84 en 2023 selon l'INSEE). 

## Personnalités
- Loïs Habert, né en 1983, biathlète français
- Loïs Le Van, né en 1984, musicien
- Loïs Diony, né en 1992, footballeur français
- Loïs Szymczak, né en 1993, plongeur français
- Loïs Openda, né en 2000, footballeur belge
- Loïs Boisson, née en 2003, joueuse de tennis française